# L'espoir est une terre lointaine
L'espoir est une terre lointaine (Morgan's Run) est un roman historique de l'écrivaine australienne Colleen McCullough, publié en 2000. Il relate l'histoire d'un habitant de Bristol injustement condamné et déporté en Nouvelle-Galles du Sud lors de la première expédition de colonisation de 1787 (la « First Fleet »), puis dans la colonie pénale de l'île de Norfolk.

## Argument

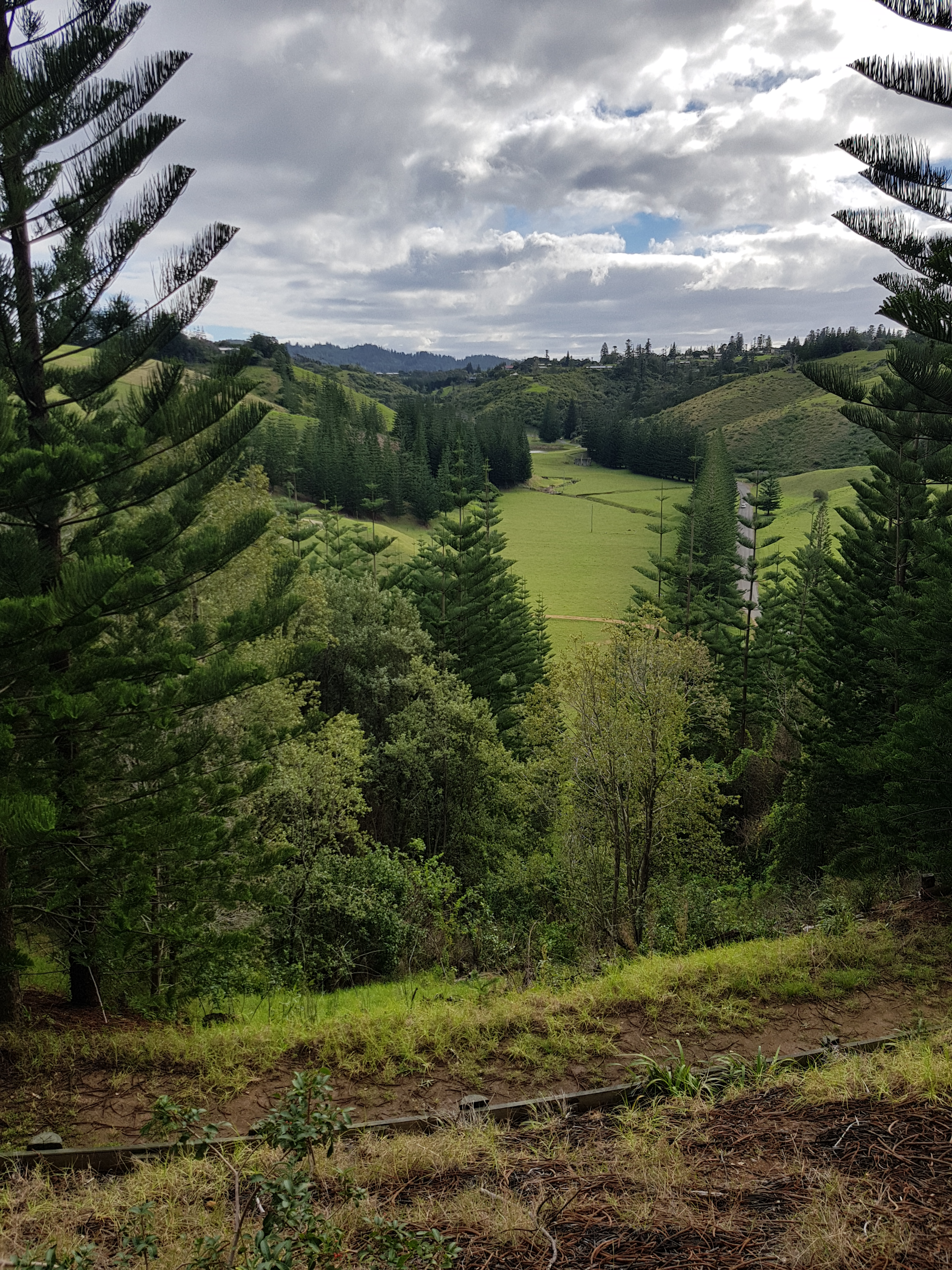
La terre fertile d'Arthur's Vale sur l'île de Norfolk, que Richard Morgan contribua à valoriser.

Né en 1749, Richard Morgan semble voué à une existence paisible et confortable. Fils d'un tavernier de Bristol, il a cependant bénéficié d'une bonne éducation classique et il fait preuve d'une grande habileté manuelle et technique, qu'il a pu valoriser en particulier lors de son apprentissage chez un armurier. Mais le sort semble s'acharner contre lui. Après avoir perdu sa femme et ses deux enfants, il est victime d'une odieuse machination par laquelle il est faussement accusé d'extorsion de fonds et jeté en prison sans pouvoir faire reconnaître son innocence. Sa vie bascule alors dans un univers carcéral sordide, d'abord en Angleterre, puis sur un ancien navire négrier de la première flotte affrétée chichement pour désengorger les prisons en déportant des bagnards à Port Jackson en Nouvelle-Galles du Sud. Dans cette terre inhospitalière récemment découverte par les anglais, la création d'une colonie pénitentiaire s'avère très difficile, faute d'un soutien gouvernemental suffisant. La famine menace et pour approvisionner Port Jackson, une partie des déportés est progressivement transférée dans la lointaine île de Norfolk, plus fertile et riche en bois de construction. Après bien des vicissitudes, c'est dans cette île que Richard Morgan finit par retrouver la liberté et par fonder un nouveau foyer. Grâce au soutien de sa famille et de ses amis, mais surtout grâce à son courage, ses qualités humaines et ses dons exceptionnels, il a contribué à l'implantation de ces colonies à l'origine du Commonwealth d'Australie.

## Personnages historiques
Dans un post-scriptum à son roman, Colleen McCullough indique qu'elle s'est appuyée sur de nombreuses sources originales provenant des archives historiques de villes anglaises et australiennes. De nombreux personnages ont réellement existé, y compris Richard Morgan et ses proches. La romancière précise que son mari « est le descendant en quatrième génération de Richard Morgan ». D'autres personnes se sont également penchées sur la véritable histoire et la généalogie du héros,.

## Accueil critique
Peter Bricklebank apprécie la qualité des détails historiques qui rendent le récit généralement convaincant, malgré des dialogues souvent maladroits et de nombreuses digressions explicatives. Il regrette aussi le caractère impassible du personnage principal, d'un héroïsme à toute épreuve. Il lui préfère les nombreux personnages secondaires qui animent l'intrigue, comme par exemple ce dandy scélérat qui ourdit la machination destinée à faire condamner  Richard Morgan. En conclusion, il estime que l'auteure réussit à décrire efficacement toute la brutalité de cette déportation en masse, qui contraste avec l'incroyable chance dont bénéficie le héros pour s'en sortir. 
Pour Le Parisien, il s'agit d'une « impressionnante fresque », dans laquelle la romancière a l'art de ne pas perdre le fil des aventures de son héros sous la masse des informations historiques. Le critique de ce journal apprécie la qualité des descriptions qui donnent vie aux beautés d'une nature exotique aussi bien qu'à la violence des rapports entre bagnards. Chaque personnage est bien typé, avec « des traits parfois émouvants ».

## Éditions françaises
La traduction française a fait l'objet de plusieurs éditions depuis 2001 :
- France Loisirs, 2001
- Presses de la Cité, 2002
- Le Grand Livre du mois, 2002
- Pocket, 2004
- En 2017, les Éditions de l’Archipel ont réédité le roman en deux volumes intitulés :

1. L'Île du maudit, qui couvre la période d'août 1775 à janvier 1788, avec l'arrivée des déportés à Port-Jackson
2. La Revanche du maudit, qui se poursuit jusqu'en février 1793.

- Archipoche, 2018

## Adaptation en spectacle musical
Colleen McCullough a tiré de son roman le livret d'un spectacle dont la musique a été composée par Gavin Lockley. Ce dernier s'est inspiré de la musique classique de la fin du XVIIIe siècle en faisant appel à un petit orchestre comportant un clavecin, mais également une batterie rock. L'œuvre a été créée à Springwood et représentée huit fois du 21 mai au 5 juin 2011. Un enregistrement sonore est disponible sous forme d'un double album.